# Etruskisk (sprog)
Etruskisk er det sprog, der blev talt og skrevet af etruskerne i oldtidens Italien. Længst holdt det sig til brug i romerske religiøse ceremonier. Det sidste kendte eksempel var i 408, da en etruskisk præst blev kaldt til hjælp mod goterkongen Alarik.

## Tekster
Etruskisk blev skrevet med det græske alfabet, plus et særligt tegn for bogstavet f. Lydene b, d, g fandtes ikke; derimod deres hårde modparter p, t, k og de aspirerede ph, th, kh. Der optræder tre hvislelyde s, ś, z(ts); desuden f, v, l, r, m, n og h. Trykket ser ud til tendere mod den første stavelse, så det græske gudenavn Apollon blev til etruskisk Aplu. Det latinske neptis (= sønnedatter, datterdatter) blev til etruskisk nefts. Sproget kan derfor læses uden problemer; men kun omkring 50 ord er sikkert tydet. Dertil er omkring 50 andre ord tydet med en vis grad af sandsynlighed. Græsk-romerske forfattere har overleveret en del ord, desuden kendes omkring 11.000 indskrifter, de ældste fra 600- og 500-tallet f.Kr., de fleste fra 200-tallet f.Kr. og frem til år 0. Indskrifterne er for det meste ret korte og indeholder hovedsageligt navne. De optræder mest på brugsgenstande, især metalspejle, på sarkofager, gravurner og på gravvæggene. De er udgivet i Corpus inscriptionum etruscarum.
Etruskisk litteratur i oldtiden er stor set gået tabt; men ét manuskript findes, Liber Linteus, linnedbogen fra Zagreb skrevet på et mumiesvøb. Den er en rituel kalender fra ca. 250 f.Kr. Teksten kan ikke forstås i sin helhed. I 2003 blev det kendt, at der på museum i Sofia befandt sig en etruskisk bog på seks sider af 24 karats guld, med afbildninger af en rytter, en havfrue, en harpe og soldater. Den blev angiveligt fundet under anden verdenskrig i en grav, da man gravede en kanal langsmed Struma-floden. Fra en tid, da man benyttede bogruller, er den det ældste kendte eksempel på sider hæftet sammen i en bog.
Gravindskrifterne er skrevet efter bestemte formularer og derfor kan tydes uden problemer. Der findes dog også en række længere indskrifter. Vigtige er de såkaldte Pyrgi-tavler (ca. 500 f.Kr.), affattet på både fønikisk og etruskisk. Da vi kan læse fønikisk, som er nært beslægtet med hebraisk, kan vi nogenlunde forstå den etruskiske tekst.
På den græske ø Lemnos er der fundet en gravindskrift på et sprog, der ser ud til at være en etruskisk dialekt, enten indvandrerne er kommet fra Etrurien eller fra Ægæerhavet.

## Slægtskab
Det etruskiske sprogs oprindelse er omdiskuteret. Det ser ud til at være isoleret, dvs. uden tilhørighed til nogen af de eksisterende sprogfamilier som fx den indoeuropæiske, der på etruskernes tid var dominerende i Europa. Det har bidraget til at give etruskerne ry som et mystisk folk. Men der er ikke i sig selv noget besynderligt i, at et sprog er isoleret. Der er adskillige sprogfamilier, der kun består af ét sprog som baskisk, og det er højst sandsynligt, at der har været flere i oldtiden.
Der har været forsøg på at sammenligne etrusisk med andre sprog. Muligvis var det tæt beslægtet med det uddøde rætisk, som blev brugt af rætierne, men det udvider kun sprogfamilien til at bestå af to nabosprog. Nogle forskere har ment, at etruskisk ligesom hittitisk tilhørte den anatoliske gren af den indoeuropæiske sprogfamilie; men selv om etruskisk har visse træk til fælles med indoeuropæisk, har dette forslag langtfra vundet nogen større tilslutning. Andre har sat etruskisk i forbindelse med de kaukasiske sprog. En teoretisk mulighed er også, at minoerne, grækernes forløbere på Kreta, var beslægtet med etruskerne, men så længe linear A ikke er tydet, er det usikkert. Nogle peger på, at det uddøde eteokretiske sprog i indskrifter fra antikkens Kreta har lighedstræk med etruskisk. Sandsynligvis indgik både en før-indoeuropæisk, en italisk (umbrisk) og en indvandret, ægæisk komponent ved dannelsen af det etruskiske samfund og dets sprog.

## Ekstern henvisning
- Arkiveret 13. september 2019 hos  Wayback Machine Etruskisk ordliste.
- Links til hjemmesider om det etruskiske sprogs oprindelse findes på http://www.open.ac.uk/Arts/etrweb/language.htm Arkiveret 27. juli 2005 hos  Wayback Machine. Der skelnes mellem (videnskabeligt funderede) mainstream-teorier og alternative (mere eller mindre fantastiske) teorier.